# St. Pankratius (Lodersleben)

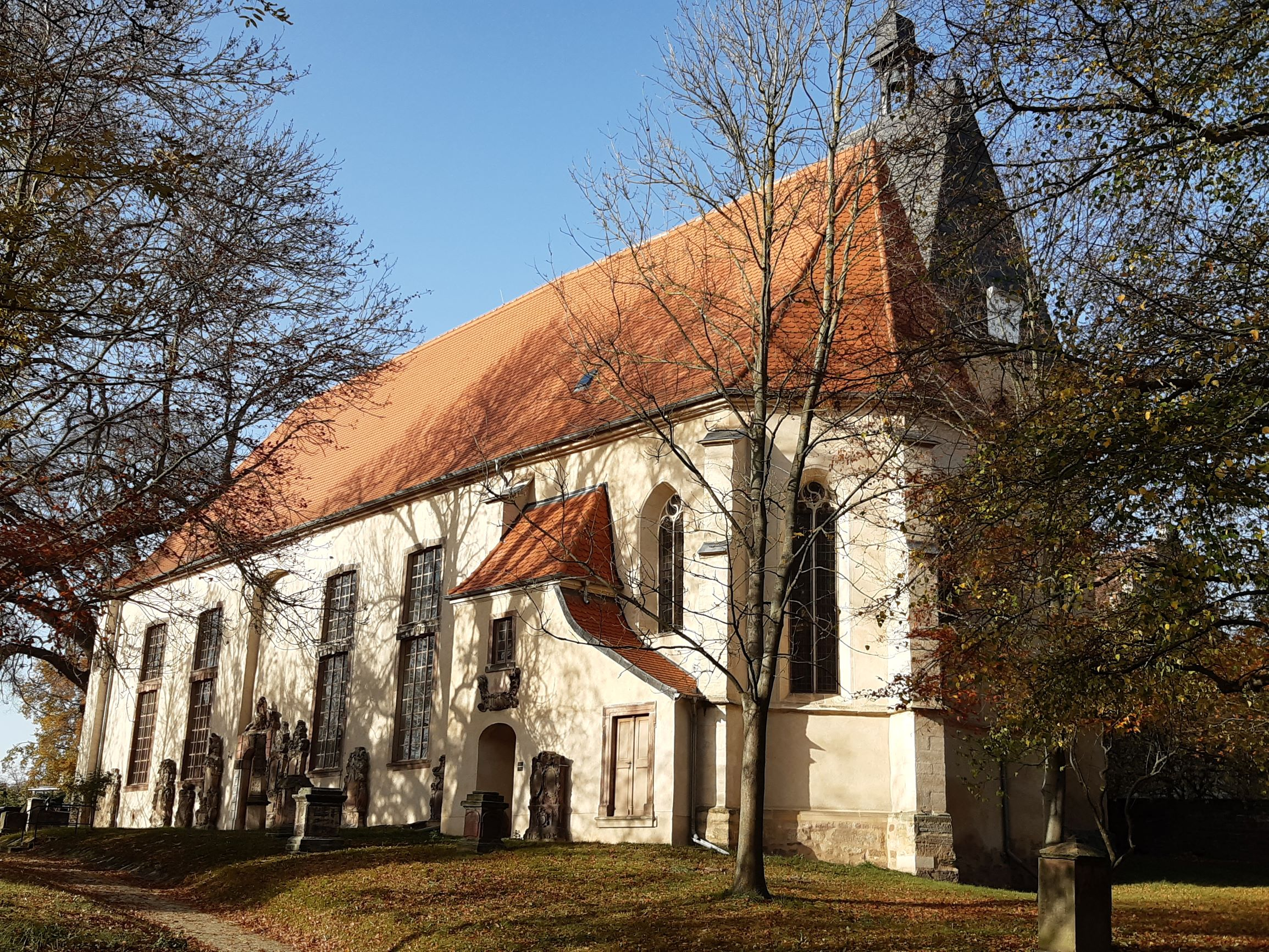
St. Pankratius, Südseite, 2020

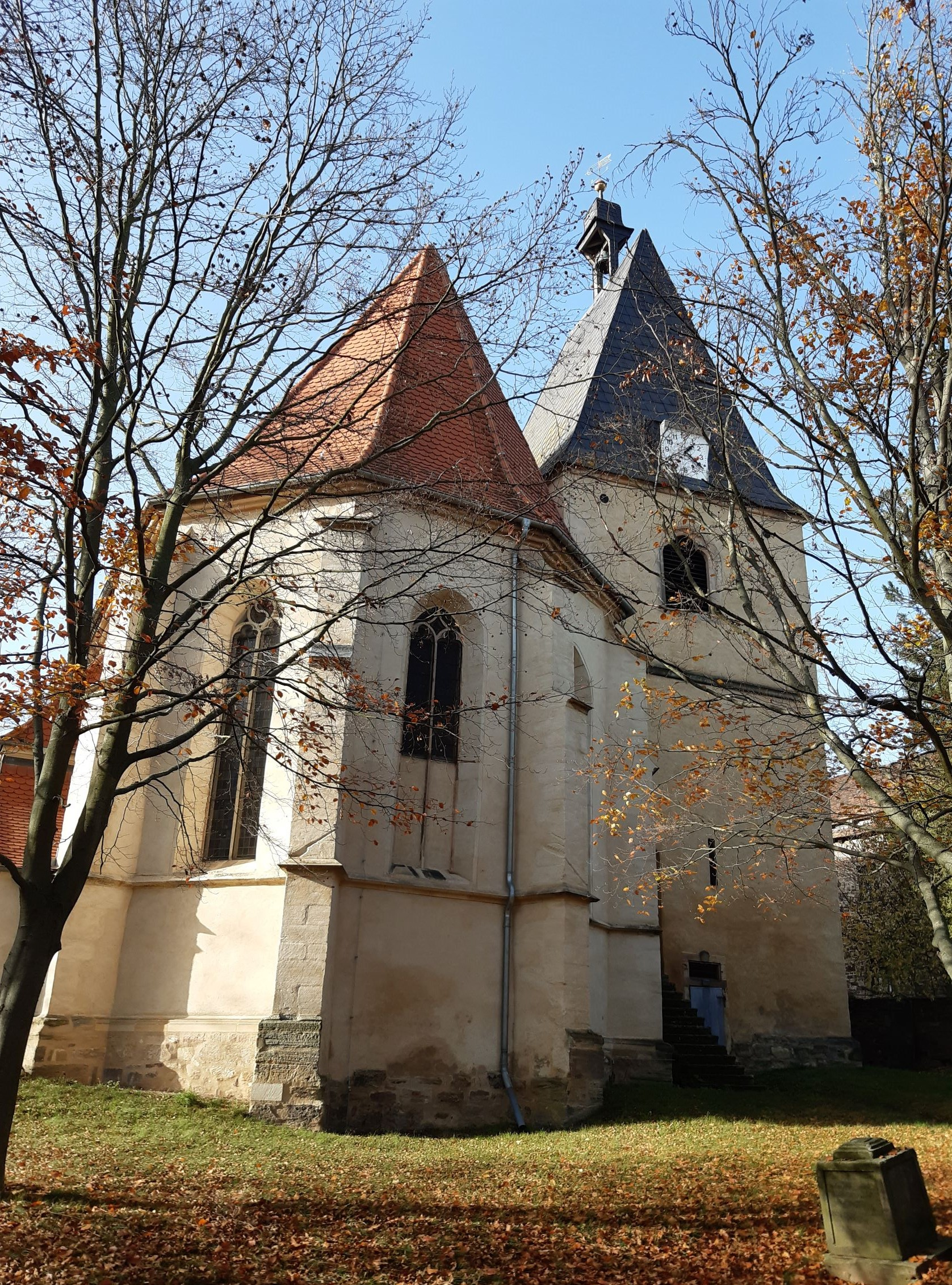
Chor und angrenzender Turm von Osten, 2020

St. Pankratius ist eine denkmalgeschützte evangelische Kirche im Ortsteil Lodersleben der Stadt Querfurt in Sachsen-Anhalt. Im örtlichen Denkmalverzeichnis ist sie unter der Erfassungsnummer 094 20979 als Baudenkmal verzeichnet.
Die Kirchengemeinde gehört zum Pfarrbereich Querfurt im Kirchenkreis Merseburg der Evangelischen Kirche in Mitteldeutschland.

## Lage
Die Kirche mit der Adresse Kantorgasse 12 befindet sich in wirkungsvoller städtebaulicher Lage oberhalb des Schlosses  auf einem, gegenüber dem Rest des Dorfes leicht erhöhten Gelände, umgeben von einem Kirchhof mit Bruchsteineinfriedung.

## Architektur
Der dem heiligen Pankratius geweihte Kirchenbau setzt sich aus dem Kirchenschiff, einem barocken Rechteckbau von 1718 mit hohen zweigeteilten Fenstern und einem spätgotischen gleich breiten polygonalen Chor im Osten, der bereits aus dem Jahr 1518 stammt, zusammen. An diesen, mit Strebepfeilern und Maßwerkfenstern versehenen, dreiseitig geschlossenen Chor schließt nördlich ein rechteckiger Turm aus dem gleichen Zeitraum an. Dieser weist spitzbogige Klangarkaden auf, deren Maßwerk jedoch verloren gegangen ist.
An der südlichen Seite des Chors befindet sich die Vorhalle mit der Treppe zur Patronatsloge. Ebenfalls an der Südseite des Kirchenschiffs auf dem Kirchhof sind zahlreiche künstlerisch und ortsgeschichtlich wertvolle barocke Grabmale erhalten.

## Ausstattung

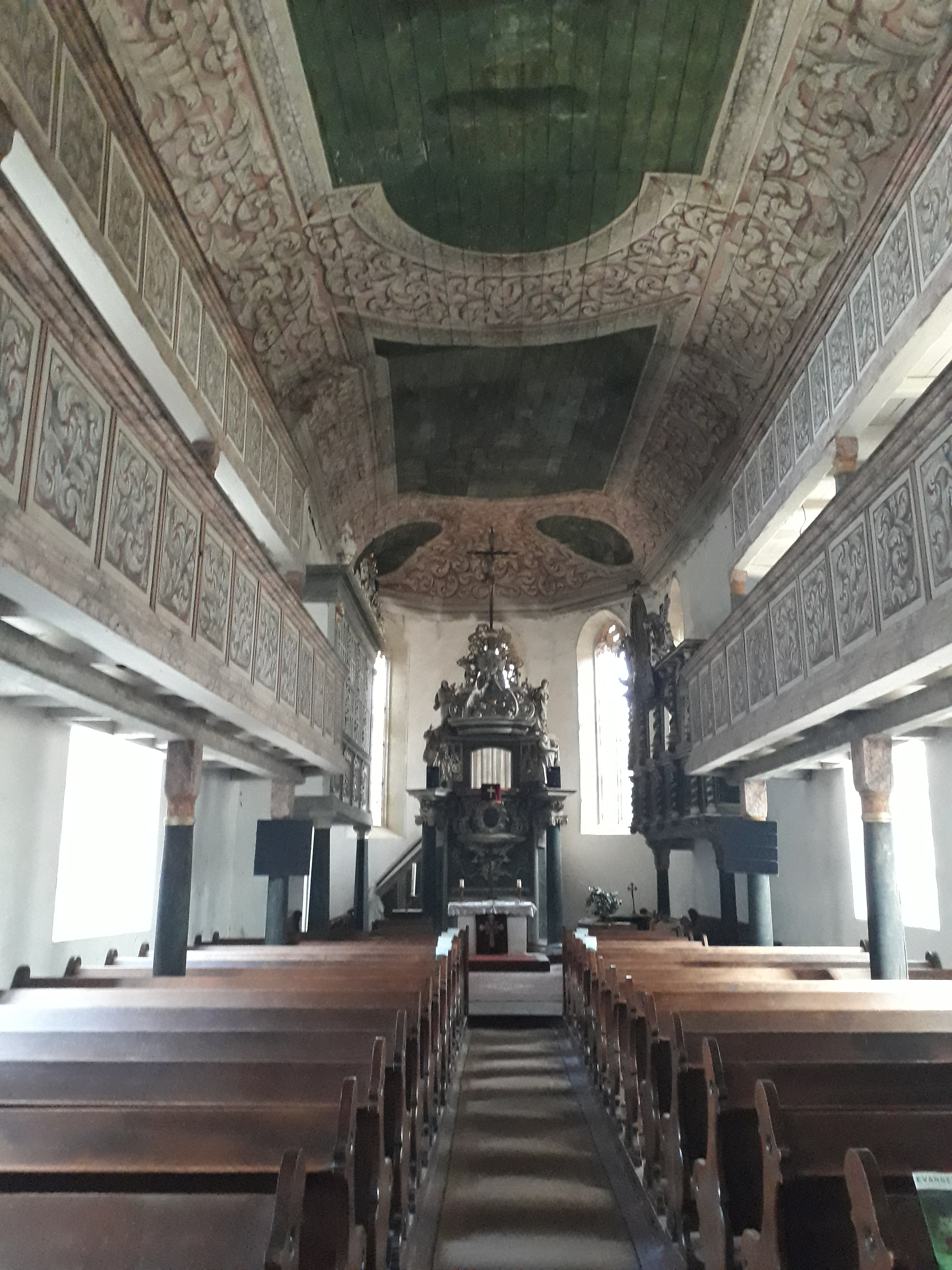
Innenansicht, 2018

Im Innern beeindruckt eine geschlossen erhaltene barocke Ausstattung von beachtlicher künstlerischer Qualität.
Mit dem Neubau des Kirchenschiffs wurde der Chor mit dem Schiff durch eine flache Holztonne zusammengefügt. In den bemalten Feldern sind u. a. die Himmelfahrt Christi und in den Ecken die vier Evangelisten zu sehen. Bemerkenswert ist das reiche Akanthusornament, das sowohl an der Holztonnendecke wie auch an den Langhausemporen zu finden ist.
An der südlichen Chorwand befindet sich die auf 1684 datierte Patronatsloge für die Familie von Starschedel mit einem reich geschnitzten Prospekt; an der nördlichen die bauzeitliche verglaste Patronatsloge für die Familie von Danckelmann.
Aus der Bauzeit des Schiffes stammen auch der hölzerne Kanzelaltar sowie die geschnitzte Taufe, dessen Becken von zwei Putti getragen wird. Zahlreiche Pfarrerbildnisse, das älteste aus dem Jahr 1680, sind in der Kirche erhalten.
Eine umfassende Renovierung erfolgte 1910, bei der neues Gestühl und eine Orgel von Hermann Walcker, einem der Söhne von Eberhard Friedrich Walcker, angeschafft wurden.